# Teci, teci, Kolpa moja... (album)
Teci, teci, Kolpa moja... je album ansambla Tonija Verderberja, ki je bil izdan leta 2001. Ime je dobil po istoimenski prvi skladbi na albumu. Izdan je bil kot CD plošča in avdiokaseta. To je njihov deseti studijski album. 
Fotografijo za naslovnico albuma je fotografiral Marko Kobe. Ovitek je oblikoval Borut Klobučar. 

Glavni vokal in harmoniko je snemal Toni Verderber, spremljevalni vokal in ritem kitaro Jože Kastelec, bas kitaro Pavel Šterk in tamburico Borut Klobučar.

## Seznam pesmi
1. »Teci, teci, Kolpa moja« (T. Verderber, T. Gašperič)
2. »Pastirica« (T. Verderber, I. Sivec)
3. »Prijateljev ne štej« (T. Verderber, T. Gašperič)
4. »Darovalcu« (T. Verderber, T. Gašperič)
5. »Zlata penina« (T. Verderber, T. Gašperič)
6. »Vsak klas je zlat« (T. Verderber, I. Sivec)
7. »Maneken« (T. Verderber, F. Požek)
8. »Belokranjske lepote« (T. Verderber, F. Požek)
9. »Veselje harmonik« (T. Verderber)
10. »Lastovica« (T. Verderber, T. Gašperič)
11. »Teci, teci, Kolpa moja - s T. Gašperičem« (T. Verderber, T. Gašperič)